# Maurice Weber (résistant)
Pour les articles homonymes, voir Maurice Weber et Weber.
Maurice Weber, né le 7 octobre 1905 à Paris (18e) et mort le 7 juillet 2004 à Montmorency (Val-d'Oise) (Val-d'Oise), est un gymnaste et masseur-kinésithérapeute français. Il est résistant pendant la Seconde Guerre mondiale.

## Biographie

### Débuts sportifs et professionnels
En 1915, Maurice Weber découvre la gymnastique et le clairon dans une association d’Argenteuil, la Saint-Georges, un patronage paroissial du diocèse de Versailles.
En 1923, sans quitter son association d'origine, il prend en charge les destinées d’un autre patronage, dans un quartier réputé difficile de la même ville, l’Étoile sportive des Champioux. De 1925 à 1927, sans renoncer à ses engagements associatifs, il fait son service militaire dans les pompiers de Paris.
En 1929, il obtient le diplôme du professorat d’éducation physique et sportive (CAEP) et, en 1933, celui de masseur-kinésithérapeute.
La même année il est rejoint aux Champioux par un ancien camarade d'entraînement récemment ordonné prêtre, Paul Louis, qui, plus tard, s’engage aussi de son côté dans la Résistance.

## La Résistance

### Le renseignement
Mobilisé en 1939 dans son corps d’origine, les pompiers de Paris, il est détaché, dès la défaite, à Troyes pour assister les aumôniers français chargés du courrier des prisonniers des camps de Champagne. Maurice Weber est alors recruté, avec Jean Fabre et un nommé « Hartman », par l’abbé Duval, qui a déjà organisé un réseau d’évasion pour ceux qui parviennent à franchir les barbelés des camps qui ne sont pas encore hermétiques. Il reste en contact avec Jean Fabre, jusqu’à son arrestation, lors de la destruction, en juillet 1941, du réseau du musée de l’Homme, commandé par « Wilde ». Resté dans l’ombre pendant près d’un an, il accepte, en mai 1942, de collaborer avec Mme Beauchais et le pasteur André Neel, pour créer le secteur Argenteuil-Bezons-Houilles de l’Organisation civile et militaire. M. Pinaud centralise alors, dans un bureau du boulevard Haussmann les renseignements utiles à Londres.
Son statut de pompier en fait un rouage de la défense passive et sa compétence hébertiste (méthode d'entraînement du corps développée par Georges Hébert) lui vaut d’être contacté dès novembre 1940 par Lucien Barnier afin de superviser avec deux autres collègues, « Hel » et « Bettendorf », la mise en œuvre de la Méthode nationale dans l’académie de Versailles. Il organise chaque week-end des rencontres de jeunes sur les stades et circule librement la semaine dans le département, rencontrant tous les chefs d’établissements et enseignants qui résistent. En juillet 1943, il peut faire passer en Angleterre les plans de l’usine souterraine de V1 de la Kriegsmarine de Mériel relevés par l’un d’entre eux dont il ignore toujours le nom puisque le cloisonnement est un principe du réseau.
C’est ce fonctionnement qui permet d’assurer la recherche et l’acheminement de renseignements, les soins aux blessés, la fabrication et la délivrance de faux papiers aux évadés, l’assistance aux réfractaires, aux aviateurs abattus, aux malgré-nous déserteurs de la Wehrmacht fournis par l’abbé François Spahnagel, aux Juifs en fuite ainsi que l’hébergement des agents et des radios de Londres.

### La lutte armée
Selon l'ordre de bataille déposé en novembre 1944 à l’État-Major de la région de Paris et au bureau national de l’Organisation civile et militaire (OCM), le réseau qu’il commande s’illustre :
- au second trimestre 1942, par le sabotage des bancs d’essais de la Lorraine[N 2], des citernes de l’usine Jumo, des lignes téléphoniques de la D.N. 192 ;
- en mai/juin 1943, par un second sabotage des bancs d’essais de la Lorraine puis des ateliers SNCF de la Folie à Nanterre ;
- en janvier 1944, par un troisième sabotage des bancs d’essai de la Lorraine et incendie des ateliers d’Art et Bois, à Houilles ;
- en avril 1944, par le sabotage de locomotives à Noisy-le-Sec, sur indication de Clément Prudhon ;
- en mai 1944, par une tentative de sabotage du pont d’Argenteuil et la destruction des lignes téléphoniques du poste de commandement allemand d’Orgemont ;
- en juin 1944, par le sabotage de la signalisation routière et mainmise sur le dépôt de carburant des Cerisiers à Argenteuil[3].

En juillet 1944, diverses actions permettent de se munir en armement. C’est alors que, sur insistance de l’état-major, l’OCM se résout à accorder des grades. Le pasteur Neel, capitaine de réserve, est fait commandant et le pompier Maurice Weber se retrouve capitaine. À la même époque, quelques anciens de l’Étoile qui supputent les activités de leur ex-moniteur-chef veulent rejoindre son secteur mais Maurice les refuse, estimant qu’il n’est plus temps de faire des martyrs avec des gosses de 16 ans. En moins de 3 semaines, Argenteuil est libérée :
- Le 11 août 1944, l’attaque de deux wagons d’armes, en gare d’Argenteuil, fournit un équipement acceptable ; ainsi, la lutte devient ouverte ;
- Le 19 août 1944, sous la pression, les troupes allemandes commencent à évacuer la ville ;
- Le 23 août 1944, le Comité local de libération prend possession de la mairie, organisant ravitaillement et vie civile. Le même jour un second coup de main sur un wagon d’armes renforce la puissance de tir et le harcèlement des troupes allemandes devient constant[A 3] ;
- Le 28 août 1944, les blindés américains entrent à Argenteuil ;
- Le 30 août 1944, à 11 heures, quand les blindés américains pénètrent dans Villiers-Adam, au nord du département, c’est l’OCM qui assure leur couverture d’infanterie[3].

L’effectif de l’OCM, arrêté le 1er septembre 1944, est de 316 hommes et femmes ayant combattu et 515 inscrits en réserve. Pour poursuivre les combats, 149 volontaires sont rattachés alors au bataillon 104/22 de Rueil et au 22/22 de la 10e division d’infanterie. Celles et ceux qui restent prennent en charge l’aide matérielle et morale aux blessés et aux familles des victimes et engagés volontaires.

### L'après-guerre
Après la Libération, Maurice Weber reprend ses activités professionnelles. En 1948, recruté sur concours, il lui revient de créer et de mettre en œuvre le service de kinésithérapie de l’hôpital d’Argenteuil.

## Distinctions
Maurice Weber est titulaire de :
- la Légion d’honneur (1948)[A 5] ;
- la médaille de la Résistance[N 3],[A 5] ;
- la croix de guerre 1939-1945 avec palme (1948)[A 5].

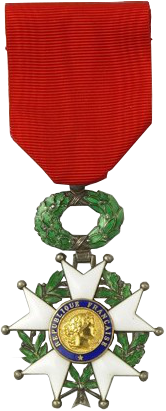
médaille de chevalier de la Légion d’honneur.
médaille de la résistance.
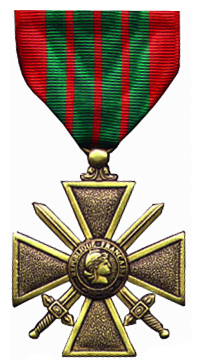
médaille de la croix de guerre 1939-1945.